# Lucien Morel
Lucien Morel (8 février 1898 à Louviers –  19 novembre 1966) est un ancien président de la Fédération nationale des sourds et des sourds-muets de France et l'Amicale des anciens élèves de Saint-Jacques. Il est un des résistants sourds de la Seconde Guerre mondiale.

## Biographie

### Enfance
Lucien Morel voit le jour le 8 février 1898 à Louviers et devient sourd à l'âge de douze ans. Il entre l'Institution nationale des sourds en 1911 et il y reste jusqu'en 1918. 

### Rôles importants
En 1933, Lucien est élu le secrétaire de la Fédération des Sociétés françaises des Sourds-muets. En 1937, il est un des fondateurs de l'association Amicale des anciens élèves de Saint-Jacques avec Fernand Hamar. 
Pendant la Seconde Guerre mondiale, Lucien fait des faux certificats de surdité pour les entendants, il sauve des sourds de la déportation au STO en Allemagne et participe dans la lutte clandestine à Paris. Un sourd[Qui ?] a dénoncé des fraudes de Lucien aux allemands. Lucien s'est fait arrêter par des allemands mais, est relâché par manque de preuves sur ses contrefaçons. Après la guerre, le dénonciateur sourd est condamné mais, il est gracié par De Gaulle pour ses actions à Saint-Jacques[Quoi ?].
Lucien est élu au poste du président Amicale des anciens élèves de Saint-Jacques en 1946 jusqu'en 1950.
Il est élu le président de la Fédération nationale des sourds et des sourds-muets de France en 1957.

### Fin de sa vie
Il meurt le 19 novembre 1966 à Montrichard où il passe sa vie en retraite.

## Distinctions
- Officier d'Académie
- Chevalier de la légion d'honneur[2]
- Officier du Mérite social